# Route 12 (Uruguay)
Pour les articles homonymes, voir Route 12.
La route 12 (espagnol : ruta 12) est l'une des routes nationales de l'Uruguay. Elle traverse le sud du pays dans une direction ouest-est en passant par les départements de Colonia, Flores, Soriano, Florida, Canelones, Lavalleja et Maldonado.
Par la loi 15497 du 9 décembre 1983, cette route a été désignée avec le nom de l'ancien président « Doctor Luis Alberto de Herrera ».

## Parcours
Son tracé commence au kilomètre 0 situé dans le Terminal Granelera (TGU) de la ville de Nueva Palmira à l'ouest du pays et se poursuit vers l'est en traversant le nord du département de Colonia, servant dans son tracé en plusieurs sections de limite entre ce département et le département de Soriano. Ce premier tronçon se termine dans la localité d'Ismael Cortinas (km 138) où il rejoint la route 23, à partir de laquelle la route est interrompue jusqu'au prochain tronçon situé à plusieurs kilomètres à l'est.
Le tronçon suivant commence dans le département de Florida, au km 91 de la route 5, à 5 km au sud de la ville de Florida, d'où il poursuit sa route jusqu'à la route 6 au nord de la ville de San Ramon, de cette ville et coïncidant avec la rue Aparicio Saravia, commence le tronçon suivant qui se dirige vers l'est jusqu'à la ville de Tala, où il le fait en s'engageant dans la rue Bonini.
Ensuite, une nouvelle route part du rond-point situé au nord de la ville de Tala où elle rejoint la route 7 et de là, elle se dirige vers l'est en direction de la ville de Minas, où elle rejoint la route 8 à l'ouest de la ville. La sortie de la ville de Minas se fait par la rue Roosevelt et se dirige vers le sud, cette zone est caractérisée par une vue panoramique sur les Sierras de Minas et les Sierras del Carapé. Ce tronçon se termine sur la route 9 au km 127 500 mais à quelques mètres à l'ouest commence le dernier tronçon qui se dirige vers le sud, en longeant la Laguna del Sauce, jusqu'au rond-point avec la route Interbalnearia située à Solanas dans le département de Maldonado. C'est le point final de cette route.

## Caractéristiques
Le tracé de cette route appartient en grande partie au réseau secondaire de l'Uruguay, tandis que seul un tronçon entre la ville de Cardona et Ismael Cortinas appartient au corridor international de l'Uruguay.